# Cap d’Agde
Koordinaten: 43° 16′ 23,1″ N, 3° 30′ 16,8″ O

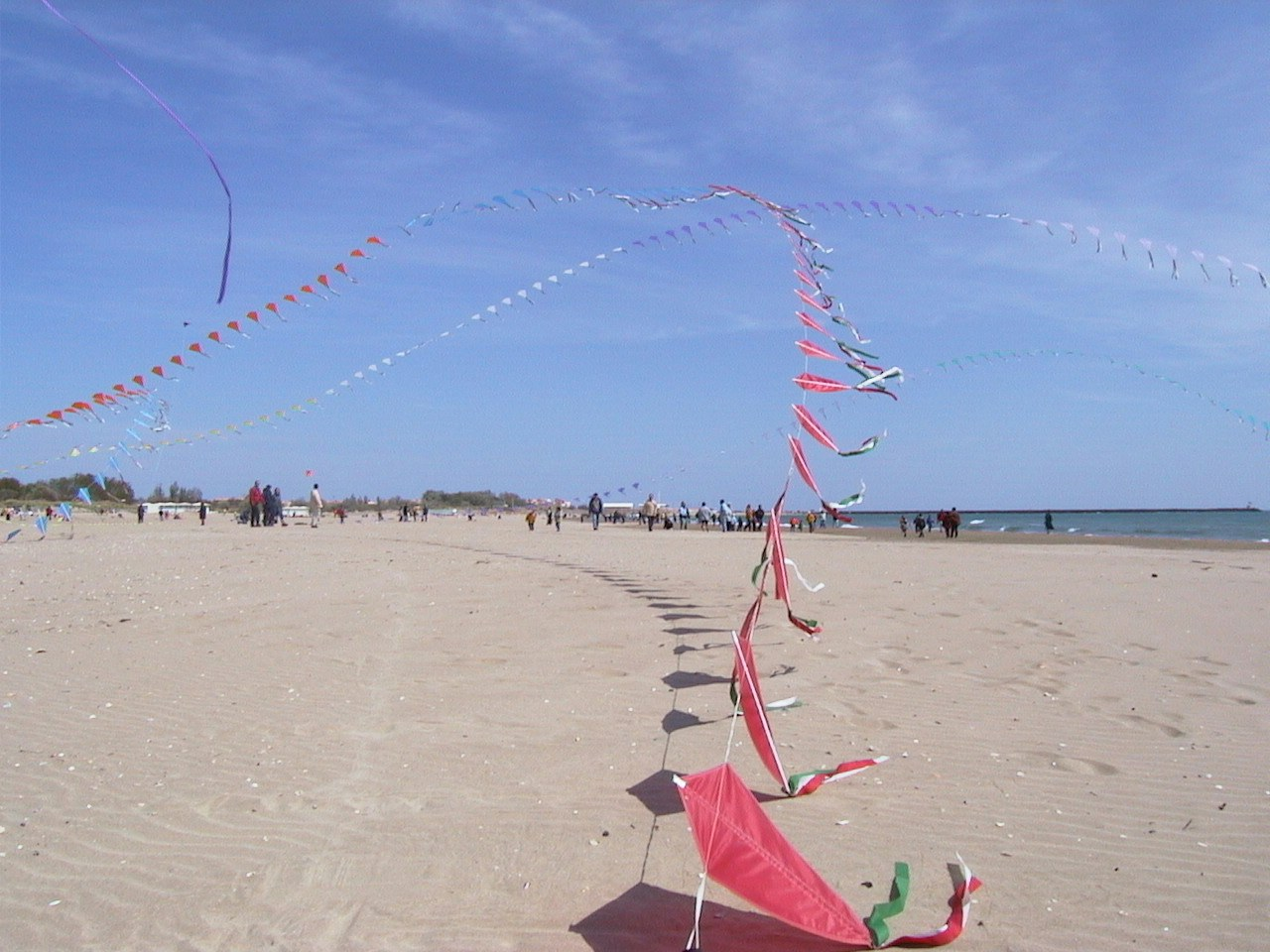
Der Strand von Cap d’Agde

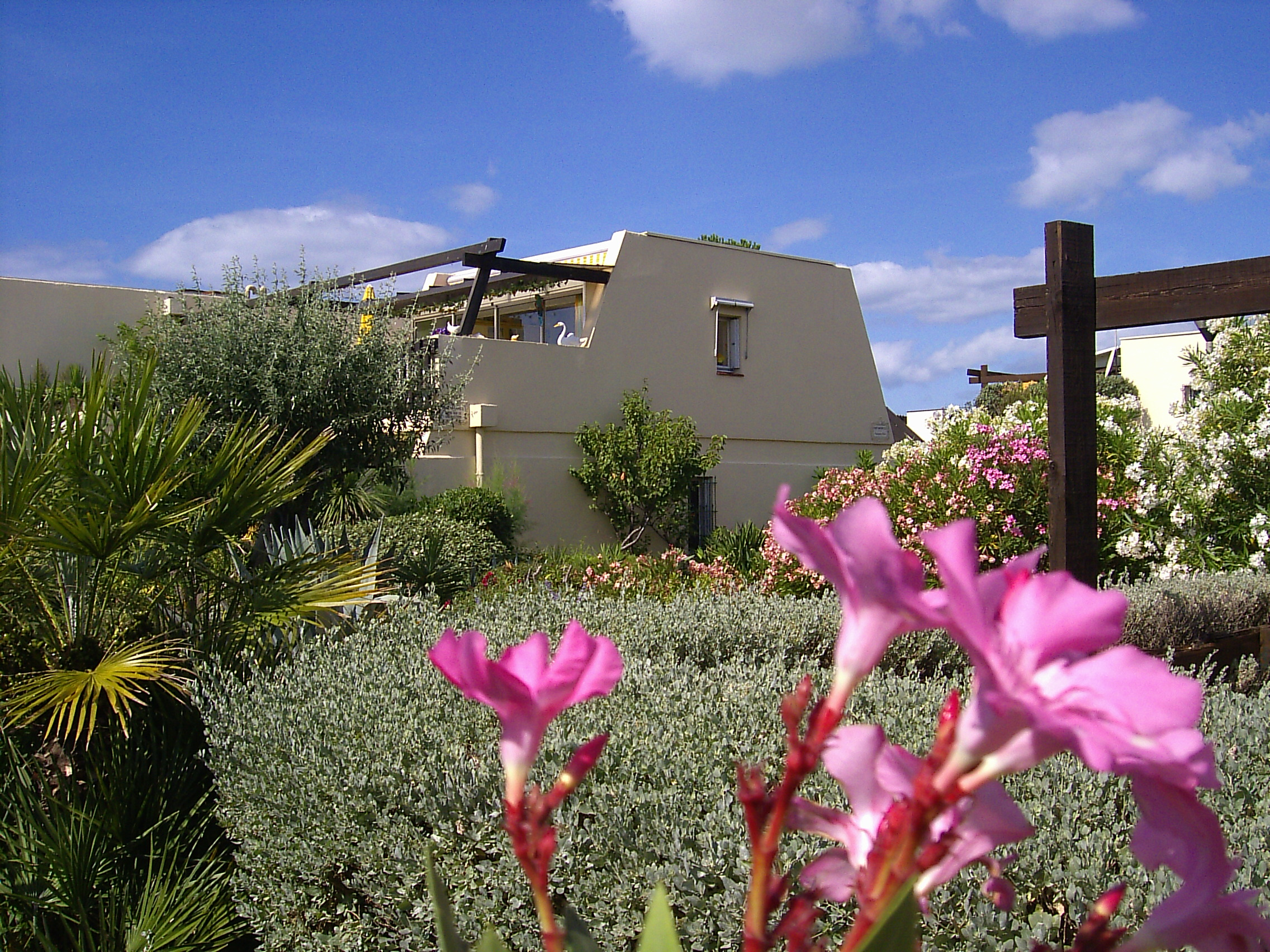
Die Villenanlage des FKK-Zentrums in Cap d’Agde

Cap d’Agde ist ein Stadtteil der französischen Stadt Agde an der Mittelmeerküste des Golfe du Lion, etwa auf halber Strecke zwischen der Rhonemündung und der spanischen Grenze und etwa auf halber Strecke zwischen den Städten Montpellier und Narbonne im Département Hérault.

## Geschichte
Ursprünglich war Cap d’Agde von Kardinal Richelieu als Hafenstadt von Agde geplant.
1939 wurde das Internierungslager Camp d’Agde eingerichtet, das etwa 25.000 Anhänger und Kämpfer der unterlegenen republikanischen Regierung des Spanischen Bürgerkriegs aufnahm. Auf demselben Gelände wurde am 1. Juli 1961 ein kommunaler Campingplatz eröffnet. Cap d’Agde entwickelte sich in den zwei Jahrzehnten um den Jahrtausendwechsel zu einem beliebten Ferienort.

## Aufteilung und Bedeutung
Cap d’Agde besteht aus zehn Stadtvierteln, jedes in seinem eigenen Stil (Atmosphäre, Bauweise und Lebensart). Es verfügt über sieben Sandstrände und bietet Wassersportarten wie Tauchen, Surfen, Jetski, Kanu, Kajak, Motorboot, Wasserski, Segeln und Gleitschirmfliegen, hinzu kommen Einrichtungen für Tennis, Golf, Reiten, Bogenschießen und Squash. Der Abendunterhaltung dienen Kinos, Theater und Konzerte im Kongresszentrum sowie Diskotheken und Nachtclubs.
Während der ganzen Saison ist der Badeort vom Tourismus geprägt. Außerhalb der Saison wird Cap d’Agde zu einem ruhigen Ort, an dessen Küsten man sich entspannen und erholen kann. Die Strände sind lang (insgesamt ca. 14 Kilometer), breit, ungefährlich (besonders Plage Richelieu) und öfter von Wanderpfaden umgeben. Das Meerwasser hat in Cap d’Agde eine gute Qualität, da die Strömung an der Spitze des Kaps einen ständigen Wasseraustausch gewährleistet. Parallel zu den Stränden gibt es weder Kurpromenade noch Straßen, sondern Dünen, Rasen, Spielplätze und kleine Fußwege. Zum einen gibt es in Cap d’Agde die kilometerlangen feinen Sandstrände, zum anderen aber auch die Basaltklippen des Kaps von Agde mit der vorgelagerten Insel Fort Brescou. Die alten Gemäuer dieser Insel dienten früher einmal als Gefängnis und können heutzutage mit dem Boot angefahren und besichtigt werden.
Seit 1987 sind die Häfen von Le Cap d’Agde mit dem Pavillon Bleu d’Europe ausgezeichnet, einer Öko-Auszeichnung, die für die Hafeneinrichtungen und für die durch Analysen während der Saison garantierte Qualität des Hafenwassers vergeben wurde. Die Saison in Cap d’Agde beginnt im März und dauert bis Ende Oktober. Zu Anfang und am Ende der Saison sind allerdings einige der vorgenannten Einrichtungen noch nicht bzw. nicht mehr in Betrieb.

## Das FKK-ViertelVillage Naturiste

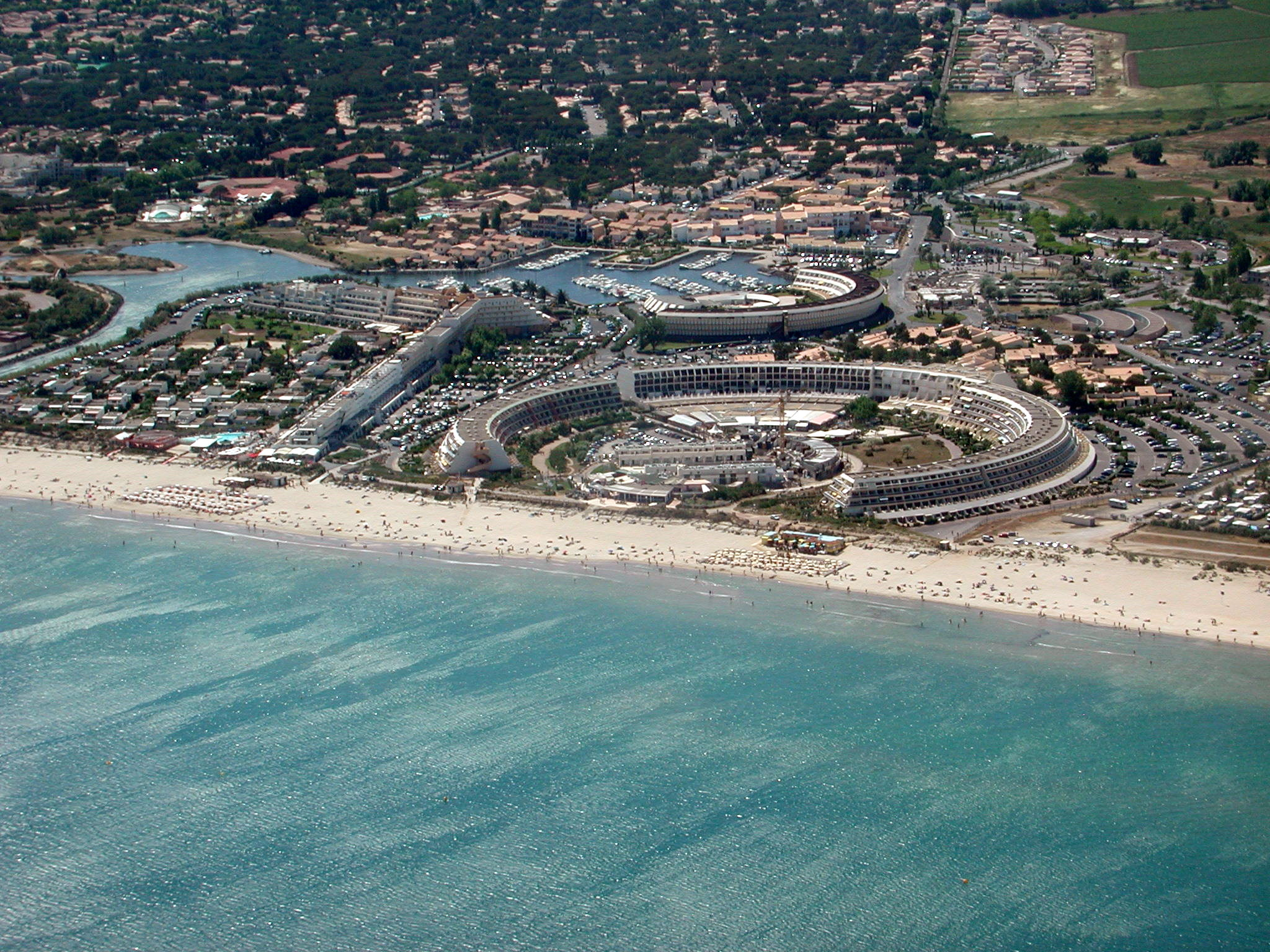
Village Naturiste ohne Campingplatz

Überregionale Bekanntheit gewann Cap d’Agde durch die 120 Hektar große FKK-Anlage Village Naturiste im Nordosten der Stadt. Da die Touristenviertel von Cap d’Agde Anfang der 1970er Jahre am Reißbrett entstanden, war auch das Village Naturiste eine Idee der Stadt Agde. Durch die Hafeneinfahrt von Port Ambonne vom Rest Cap d’Agdes abgetrennt, finden FKK-Freunde einen urbanen Siedlungskomplex mit Appartementhäusern in terrassenartiger Bauweise, die bis zu fünf Etagen hoch sind. Aufgeteilt ist dieser Bereich in die Gebäudeeinheiten Port Ambonne, Port Nature, Heliopolis und Heliovillage. Zwischen den einzelnen Bereichen liegen die Reihenhäuschen von Port Nature und Heliovillage inmitten von Garten- und Grünanlagen. Im Siedlungskomplex gibt es auch zwei Hotels und einen Campingplatz. Der Strand hat eine Länge von gut zwei Kilometern. Am Strand gibt es Strandbars und Restaurants. Es können Segelboote, Liegen und Sonnenschirme gemietet werden. Im Zentrum befinden sich Versorgungsmöglichkeiten aller Art, einschließlich Banken, Postämtern, Arztpraxen, Friseursalons, etlicher Restaurants, Supermärkten, Einzelhandelsgeschäften, Waschsalons, sowie dreier Schwimmbäder. Bis zu 40.000 Einwohner und Touristen sind in der Ferienzeit im Village Naturiste. Mit 1,5 Millionen Besuchern, Tagesgäste eingeschlossen, handelt es sich um die meistbesuchte FKK-Anlage der ganzen Welt.
Später ist die FKK-Anlage auch ein Urlaubsziel von Swingern geworden. Es gibt Sex-Shops und Swingerclubs. Das Viertel wird ausführlich im Roman Elementarteilchen (1998) von Michel Houellebecq beschrieben, der dort mit seiner Frau Urlaub machte. Auch Hendrik Auhagens Roman Sonderzone Cap d'Agde widmet sich ausführlich dem Leben in Cap d'Agde.